# Callionymiformes
Ordre
Les Callionymiformes sont un ordre de poissons osseux.

## Liste des familles
- Callionymidae Bonaparte, 1831
- Draconettidae Jordan & Fowler, 1903

## Classification
Le nom valide de ce taxon est Callionymiformes. Il a pour synonyme Callionymoidei.
L'ordre des Callionymiformes est attribué à Joseph S. Nelson, Terry C. Grande (d) et Mark V. H. Wilson (d) en 2016.